# Pachylocerus
Pachylocerus es un género de escarabajos longicornios de la tribu Pseudolepturini.

## Especies
- Pachylocerus bawangensis Vives & Heffern, 2016
- Pachylocerus corallinus Hope, 1834
- Pachylocerus crassicornis (Olivier, 1795)
- Pachylocerus nayani Vives, 2010
- Pachylocerus parvus Gahan, 1907
- Pachylocerus pilosus Guérin-Méneville, 1844
- Pachylocerus plagiatus Gahan, 1907
- Pachylocerus sabahanus Vives & Heffern, 2012
- Pachylocerus sulcatus Brongniart, 1891
- Pachylocerus unicolor Dohrn, 1878